# Paracladura cuneata
Paracladura cuneata är en tvåvingeart som beskrevs av Alexander 1928. Paracladura cuneata ingår i släktet Paracladura och familjen vintermyggor.
Artens utbredningsområde är Taiwan. Inga underarter finns listade i Catalogue of Life.